# Crișeni (okręg Alba)
Crișeni – wieś w Rumunii, w okręgu Alba, w gminie Vințu de Jos. W 2011 roku liczyła 27 mieszkańców.